# えびのジャンクション
えびのジャンクションは、宮崎県えびの市西長江浦にある九州自動車道と宮崎自動車道を結ぶジャンクションである。

## 接続する道路

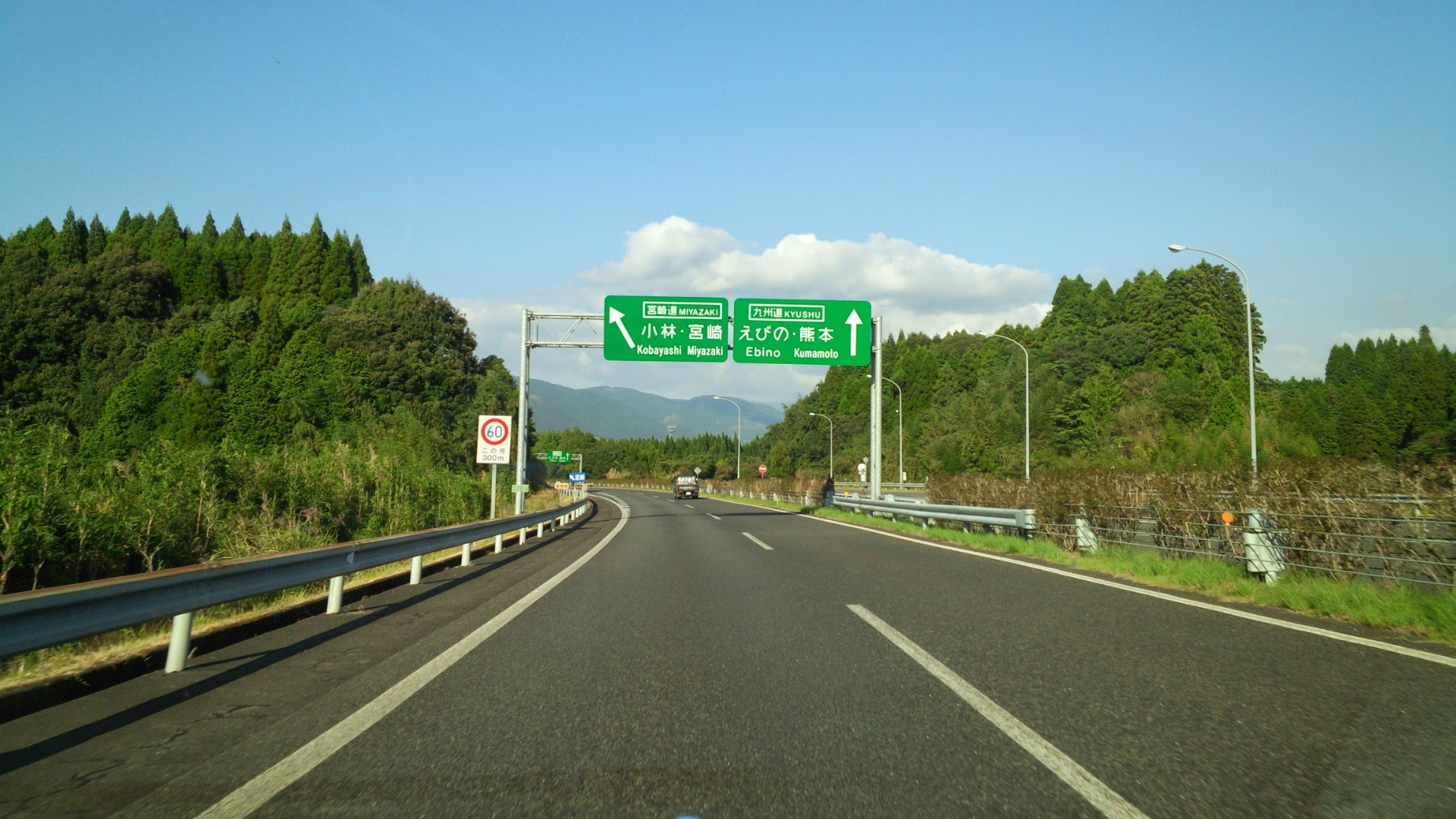
えびのジャンクションの案内標識（2014年撮影）

- E3 九州自動車道（21番）
- E10 宮崎自動車道

## 隣
E3 九州自動車道
(20)えびのIC - (21)えびのJCT - 吉松PA - (22)栗野IC
E10 宮崎自動車道
(21)えびのJCT - 飯野BS - (1)小林IC